# Inga & Anush
Inga & Anush (en armenio: Ինգա և Անուշ Արշակյաններ) son dos cantantes armenias, también conocidas como las Hermanas Arshakyan. Las dos hermanas nacieron en Ereván, Armenia.
Ellas representaron a Armenia en el Festival de la Canción de Eurovisión 2009 con la canción "Jan Jan"(Mi amado), quedando en 10º lugar con 92 puntos.
Inga representará otra vez a Armenia en el Festival de la Canción de Eurovisión 2015, pero esta vez como integrante en el grupo armenio Genealogy.

## Discografía

### Álbumes de estudio
- 2003: We and our Mountains
- 2006: Tamzara
- 2009: Heartbeat of my Land